# Trần Văn Trình
Trần Văn Trình là một tướng lĩnh Công an nhân dân Việt Nam, hàm Thiếu tướng. Ông từng giữ chức vụ Phó Tư lệnh Bộ Tư lệnh Cảnh vệ - Bộ Công an.